# Гіперцикл (геометрія)

Диск Пуанкаре з гіперциклом HC для прямої L (вона пряма, оскільки перетинає горизонт під прямими кутами), який проходить через точку P

Гіперколо, гіперцикл або еквідистанта — це крива, точки якої мають сталу ортогональну відстань до прямої (яка називається віссю гіперкола).
Якщо дано пряму L і точку P, яка не лежить на L, можна побудувати гіперцикл, узявши всі точки Q, що лежать з того ж боку від L, що й P, і на такій самій відстані від L, що й P.
Пряма L називається віссю, центром або базовою прямою гіперциклу.
Прямі, перпендикулярні до осі, які перпендикулярні і до гіперциклу, називаються нормалями гіперциклу.
Відрізки нормалі між віссю і гіперциклом називаються радіусами.
Загальна довжина цих відрізків називається відстанню або радіусом гіперциклу.
Гіперцикли через задану точку, що мають одну і ту ж дотичну в цій точці, сходяться до орициклу в міру прямування відстані до нескінченності.

## Властивості, подібні до властивостей евклідових прямих
Гіперцикли у гіперболічній геометрії мають деякі властивості, схожі на властивості прямих в евклідовій геометрії:
- На площині, якщо задано пряму і точку поза нею, існує тільки один гіперцикл для даної прямої, що містить цю точку (порівняйте з аксіомою Плейфера для евклідової геометрії).
- Ніякі три точки гіперциклу не лежать на одній прямій.
- Гіперцикл симетричний відносно будь-якої прямої, перпендикулярної до нього (відбиття гіперциклу відносно прямої, перпендикулярної до гіперциклу, дає той же самий гіперцикл).

## Властивості, подібні до властивостей евклідових кіл
Гіперцикли у гіперболічній геометрії мають деякі властивості, подібні до властивостей кола в евклідовій геометрії:
- Пряма, перпендикулярна до хорди гіперциклу в її середині, є радіусом і ділить стягувану дугу навпіл.
Нехай AB — хорда і M — її середина.
З огляду на симетрію, пряма R через M, перпендикулярна до хорди AB, має бути ортогональною до осі L.
Таким чином, R є радіусом.
Також з міркувань симетрії, R ділить дугу AB навпіл.
- Вісь і відстань гіперциклу визначені однозначно.
Припустимо, що гіперцикл C має дві різні осі {\displaystyle L_{1}} і {\displaystyle L_{2}}.
Скориставшись попередньою властивістю двічі з різними хордами, можна визначити два різних радіуси {\displaystyle R_{1}} і {\displaystyle R_{2}}. {\displaystyle R_{1}} і {\displaystyle R_{2}} будуть тоді перпендикулярні як до {\displaystyle L_{1}}, так і до {\displaystyle L_{2}}, що дає прямокутник. Отримали суперечність, оскільки у гіперболічній геометрії прямокутник неможливий.
- Гіперцикли мають однакові відстані тоді й лише тоді, коли вони конгруентні.
Якщо вони мають однакові відстані, потрібно звести осі до збігу жорстким рухом[en][3], а тоді всі радіуси збіжаться. Оскільки радіус той самий, точки двох гіперциклів сумістяться.
Навпаки, якщо вони конгруентні, відстань має бути тако ж, згідно з попередньою властивістю.
- Прямі перетинають гіперцикл не більше ніж у двох точках.
Нехай пряма K перетинає гіперцикл C у двох точках A і B. Як і раніше, ми можемо побудувати радіус R гіперциклу C через середню точку M хорди AB. Зауважимо, що пряма K ультрапаралельна до осі L, оскільки вони мають спільний перпендикуляр R. Також, дві ультрапаралельні прямі мають найменшу відстань на загальному перпендикулярі і відстань монотонно зростає в міру відхиляння від перпендикуляра.
Це означає, що точки K всередині AB міститимуться на відстані від L меншій, ніж відстань від A і B до L, тоді як точки K поза відрізком AB будуть мати більшу відстань. У підсумку, жодних інших точок K немає на C.
- Два гіперцикли перетинаються максимум у двох точках.
Нехай {\displaystyle C_{1}} і {\displaystyle C_{2}} — гіперцикли, що перетинаються в точках A, B і C.
Якщо {\displaystyle R_{1}} — пряма, ортогональна AB і проходить через середню точку, ми знаємо, що це радіус як для {\displaystyle C_{1}}, так і для {\displaystyle C_{2}}.
Аналогічно будуємо радіус {\displaystyle R_{2}} через середню точку відрізка BC.
{\displaystyle R_{1}} і {\displaystyle R_{2}} одночасно ортогональні до осей {\displaystyle L_{1}} і {\displaystyle L_{2}} гіперциклів {\displaystyle C_{1}} і {\displaystyle C_{2}} відповідно.
Ми вже довели, що в цьому випадку {\displaystyle L_{1}} і {\displaystyle L_{2}} мають збігатися (інакше отримаємо прямокутник).
Тоді {\displaystyle C_{1}} і {\displaystyle C_{2}} мають ті самі осі і принаймні одну спільну точку, а тому вони мають ту саму відстань і теж збігаються.
- Ніякі три точки гіперциклу не лежать на одній прямій.
Якщо точки A, B і C гіперциклу лежать на одній прямій, то хорди AB і BC належать одній і тій самій прямій K. Нехай {\displaystyle R_{1}} і {\displaystyle R_{2}} є радіусами, що проходять через середні точки хорд AB і BC. Ми знаємо, що вісь L гіперциклу перпендикулярна як до {\displaystyle R_{1}}, так і до {\displaystyle R_{2}}.
Але K також перпендикулярна до них. Тоді відстань має дорівнювати 0, і гіперцикл вироджується в пряму.

## Інші властивості

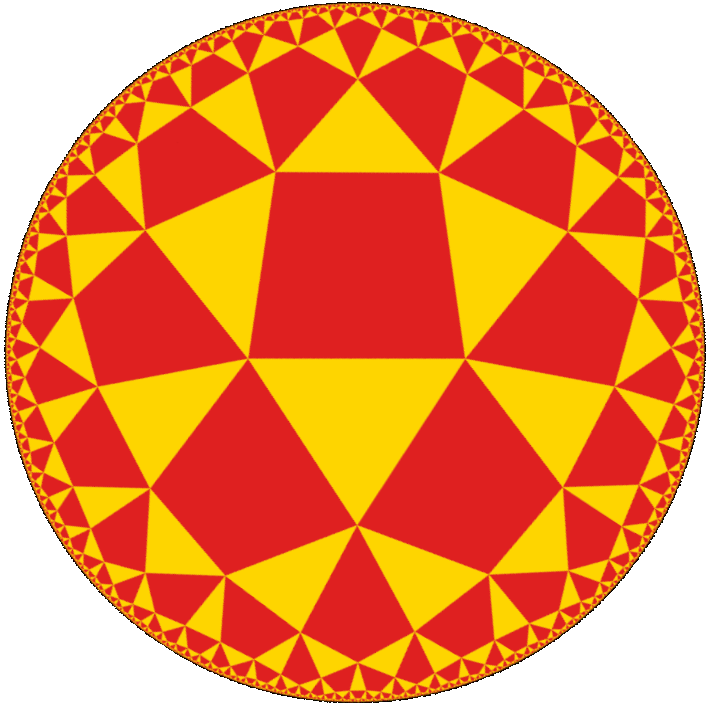
на конформно-евклідовій моделі має послідовність вершин, що лежать на гіперциклах.

- Довжина дуги гіперциклу між двома точками
  - більша від довжини відрізка між цими двома точками,
  - менша від довжини дуги одного з двох орициклів між цими двома точками
  - менша від довжини будь-якої дуги кола між цими двома точками.
- Гіперцикл і орицикл перетинаються максимум у двох точках.

## Довжина дуги
На гіперболічній площині з постійною кривиною {\displaystyle -1} довжину дуги гіперциклу можна обчислити за радіусом {\displaystyle r} і відстанню {\displaystyle d} між точками, в яких нормалі перетинають вісь, за допомогою формули:
{\displaystyle l=d\cdot \mathrm {ch} \,r}

## Побудова
Для гіперболічної площини в моделі Пуанкаре у диску гіперцикли відповідають прямим і дугами кола, які перетинають граничне коло під будь-яким кутом відмінним від прямого. Відповідно, вісь гіперциклу, оскільки — це геодезичні, які в моделі представлені відрізками та дугами перпендикулярними граничному колу, буде перетинати граничне коло в тих самих точках, що і гіперцикл, але під прямим кутом.
Відповідно в іншій конформній моделі — моделі Пуанкаре у верхній півплощині гіперцикли представляються прямими та дугами кола, що перетинають граничну пряму під будь-яким кутом відмінним від прямого. Вісь гіперциклу — це геодезична, що перетинає граничну пряму в тих самих точках, але під прямим кутом.